# Claremont (Virgínia)
Claremont és una població dels Estats Units a l'estat de Virgínia. Segons el cens del 2000 tenia 343 habitants.

## Demografia
Segons el cens del 2000, Claremont tenia 343 habitants, 147 habitatges, i 99 famílies. La densitat de població era de 52,1 habitants per km².
Dels 147 habitatges en un 23,1% hi vivien nens de menys de 18 anys, en un 53,7% hi vivien parelles casades, en un 9,5% dones solteres, i en un 32% no eren unitats familiars. En el 27,9% dels habitatges hi vivien persones soles l'11,6% de les quals corresponia a persones de 65 anys o més que vivien soles. El nombre mitjà de persones vivint en cada habitatge era de 2,33 i el nombre mitjà de persones que vivien en cada família era de 2,83.
Per edats la població es repartia de la següent manera: un 19,8% tenia menys de 18 anys, un 5,8% entre 18 i 24, un 25,7% entre 25 i 44, un 31,5% de 45 a 60 i un 17,2% 65 anys o més.
L'edat mediana era de 44 anys. Per cada 100 dones de 18 o més anys hi havia 92,3 homes.
La renda mediana per habitatge era de 34.643 $ i la renda mediana per família de 46.667 $. Els homes tenien una renda mediana de 42.250 $ mentre que les dones 30.000 $. La renda per capita de la població era de 22.741 $. Entorn del 6,3% de les famílies i el 7,5% de la població estaven per davall del llindar de pobresa.

## Poblacions més properes
El següent diagrama mostra les poblacions més properes.